# Odontopera aemoniaria
Odontopera aemoniaria är en fjärilsart som beskrevs av Swinhoe 1904. Odontopera aemoniaria ingår i släktet Odontopera och familjen mätare. Inga underarter finns listade i Catalogue of Life.